# Vincenzo Bellini

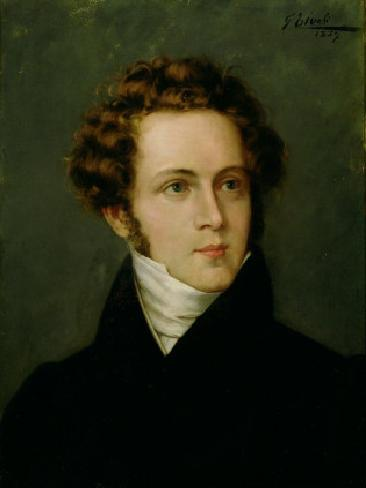
Porträt Vincenzo Bellinis

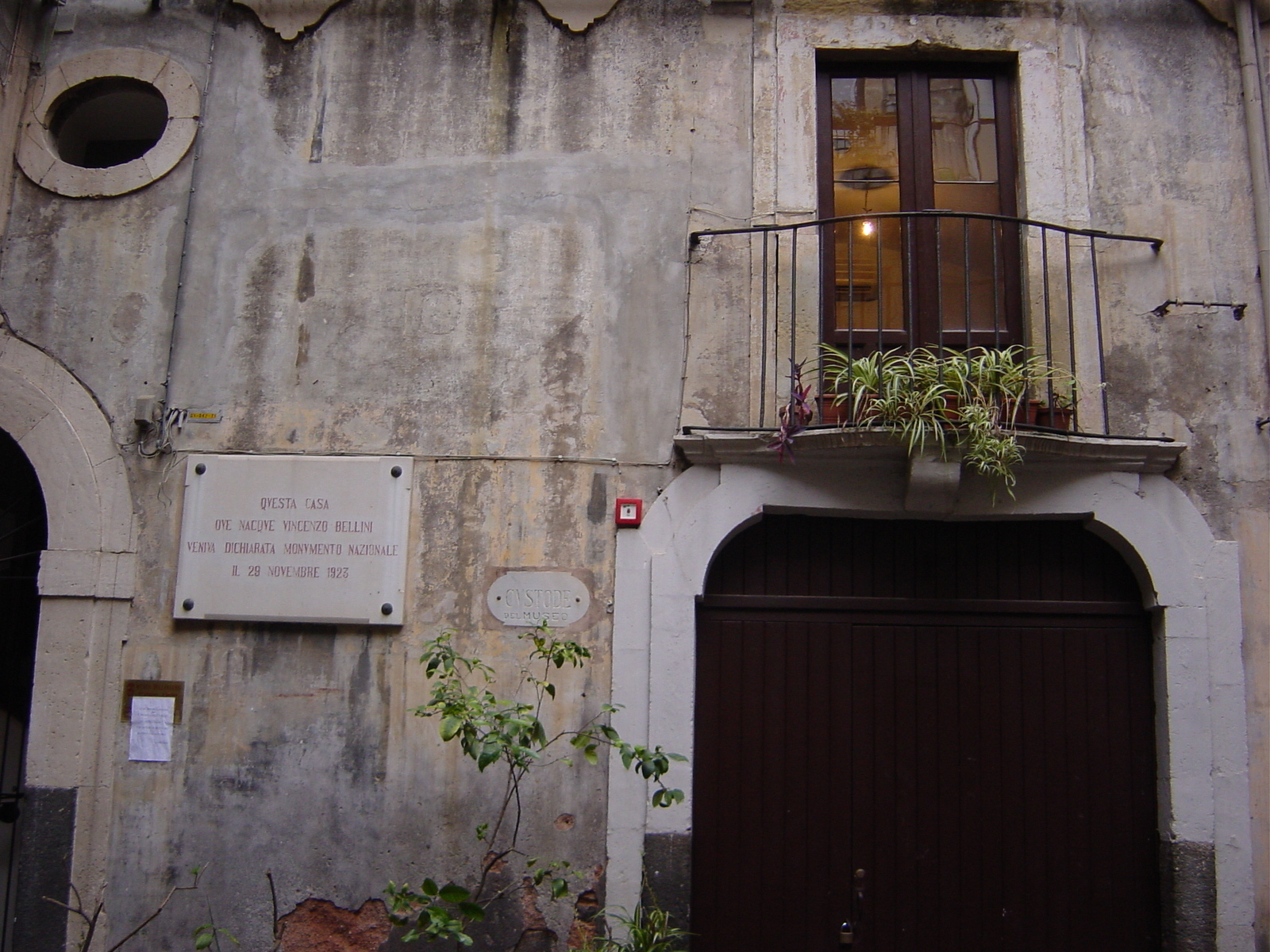
Bellinis Geburtshaus in Catania

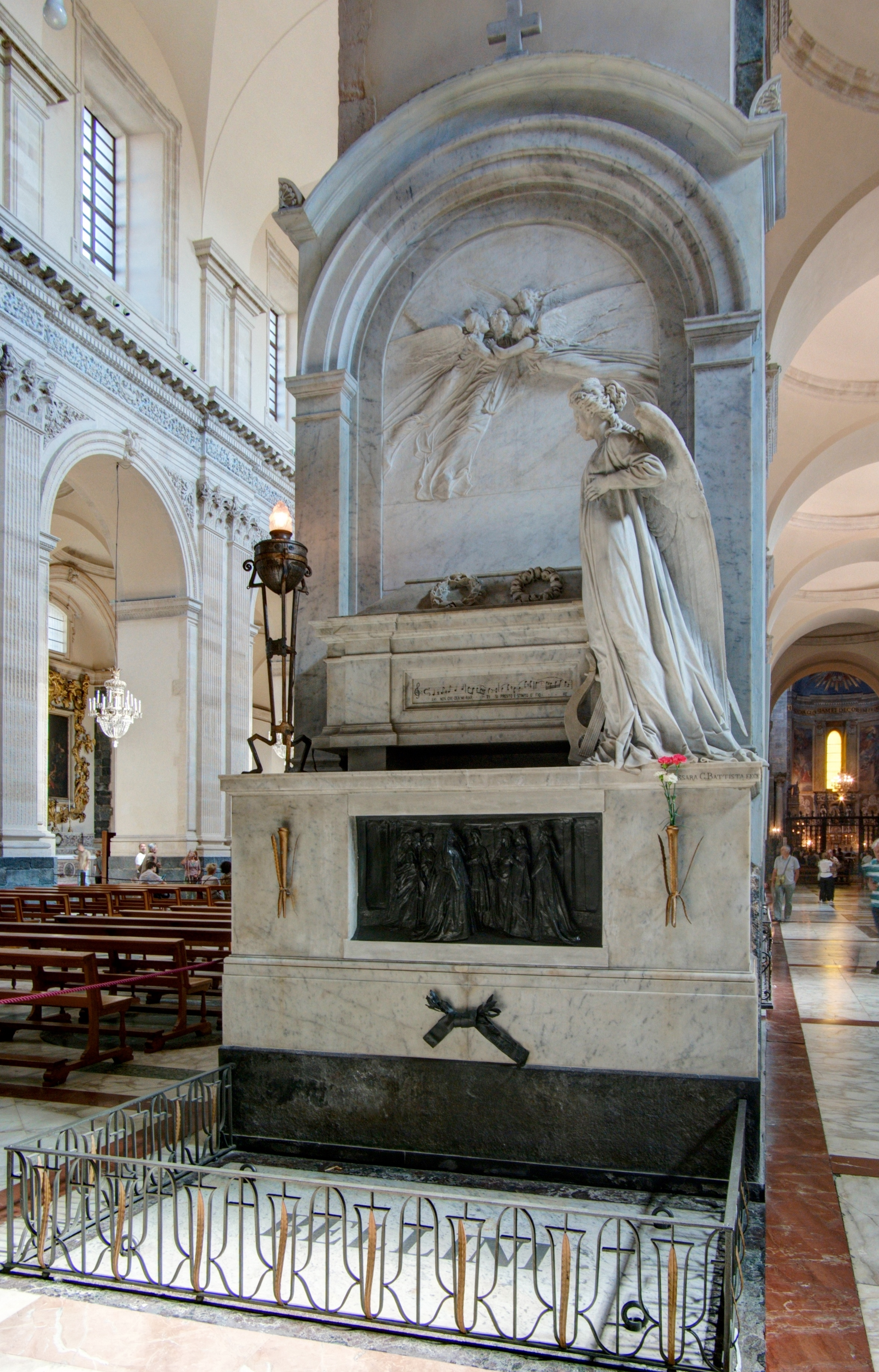
Grabmal Bellinis in der Kathedrale von Catania

Vincenzo Salvatore Carmelo Francesco Bellini (* 3. November 1801 in Catania, Sizilien; † 23. September 1835 in Puteaux bei Paris) war ein italienischer Opernkomponist.

## Leben
Vincenzo Bellini war der älteste Sohn von Rosario Bellini (1776–1840) und Agata Ferlito. Er wurde als Sohn und Enkel von Kirchenmusikern geboren. Sein Geburtsdatum ist nicht gesichert. Als Dreijähriger begann er Klavier zu spielen, als Sechsjähriger versuchte er sich im Komponieren. Im Kirchenchor erregte er früh Aufmerksamkeit; als Zwölfjähriger lernte er die Kammermusik Joseph Haydns und Wolfgang Amadeus Mozarts kennen. Seinen ersten Musikunterricht erhielt er von seinem Großvater Vincenzo Tobia Bellini (1744–1829), der aus den Abruzzen stammte und um 1767 nach Catania gekommen war, wo er als Kapellmeister an der Kathedrale gewirkt hatte. Zwischen 1813 und 1818 entstanden Bellinis erste Kompositionen (die meisten sind nicht genau datierbar), neben einigen Vertonungen geistlicher Texte vor allem kleine Instrumentalstücke und Lieder mit Klavierbegleitung für die Salons der feinen Gesellschaft in Catania, zu der Bellini schnell Zugang gefunden hatte. Der Herzog und die Herzogin von Sammartino ermöglichten ihm ein Studium am Reale Collegio di Musica di San Sebastiano in Neapel, das er von 1819 bis 1825 besuchte. Seine wichtigsten Lehrer waren dort zunächst Giovanni Furno (Harmonielehre), Giacomo Tritto (Kontrapunkt) und Carlo Conti (Cembalo); später unterrichtete ihn Nicola Zingarelli, Direktor des Konservatoriums und selbst ein geschätzter Opernkomponist. In diese Jahre in Neapel fällt die Komposition von Bellinis einzigem Werk für Orgel, einer einsätzigen Orgelsonate.
Am Theater des Konservatoriums führte Bellini am 12. Februar 1825 gleichsam als sein Gesellenstück die Oper Adelson e Salvini auf. Deren Erfolg machte Domenico Barbaja, den Impresario des Teatro San Carlo in Neapel, auf Bellini aufmerksam. Barbaja war bekannt für seine Entdeckungen vielversprechender Talente (er hatte auch Gioachino Rossini gefördert); er erteilte Bellini den Auftrag für die Oper Bianca e Fernando, die am 30. Mai 1826 am Teatro San Carlo in Neapel uraufgeführt wurde und einen derartigen Erfolg erlebte, dass sich für Bellini die Mailänder Scala und die Häuser der mondänen Gesellschaft öffneten.
Daraufhin interessierte sich auch das Teatro alla Scala in Mailand für eine Zusammenarbeit mit Bellini. Dort begegnete er dem Librettisten Felice Romani, der ihm den Text für Il Pirata  und alle seine folgenden Opern außer der letzten Oper I Puritani schrieb, deren Textbuch Graf Carlo Pepoli verfasste. Die Mailänder Premiere von Il Pirata am 27. Oktober 1827 verschaffte Bellini den Durchbruch. Sie gilt zugleich als Geburtsstunde der romantischen italienischen Oper. La Straniera (UA 14. Februar 1829, Teatro alla Scala) unterstrich Bellinis Stellung als einer der nunmehr führenden italienischen Opernkomponisten, die auch durch den Misserfolg von Zaira (UA 16. Mai 1829 im Teatro Ducale in Parma) nicht erschüttert werden konnte. Vom Teatro La Fenice in Venedig erhielt er das Angebot, Romanis Libretto I Capuleti e i Montecchi (eine von William Shakespeare unabhängige Version des Romeo-und-Julia-Stoffes) zu vertonen, nachdem der ursprünglich dafür vorgesehene Giovanni Pacini kurzfristig abgesagt hatte. Um sein neues Werk rechtzeitig abliefern zu können, verwendete Bellini größere Teile aus der glücklosen Zaira in umgearbeiteter Form. Bei der Uraufführung am 11. März 1830 wurden I Capuleti e i Montecchi mit Beifall empfangen; man war Bellini besonders dankbar dafür, dass er die Saison „gerettet“ hatte, die sonst ohne eine Novität zu Ende gegangen wäre.
Im Sommer 1830 arbeiteten Bellini und Romani an einer neuen Oper Ernani nach dem Anfang desselben Jahres in Paris uraufgeführten Drama Hernani von Victor Hugo. Als der Stoff vorsorglich von der Zensur verboten worden war, brachen sie die Arbeit ab. In der folgenden Karnevalsspielzeit feierte Bellinis Freund und erfolgreichster Konkurrent Gaetano Donizetti mit Anna Bolena am 26. Dezember 1830 im Teatro Carcano in Mailand einen aufsehenerregenden Triumph. Um eine direkte Konkurrenz zu vermeiden, wählte Bellini für seine neue Oper La sonnambula, die am 6. März 1831 am selben Theater herauskam, statt eines historischen Stoffes eine idyllische Schweizer Dorfgeschichte mit glücklichem Ausgang. Nach dem Bericht des Komponisten Michail Glinka sollen sowohl die Sänger als auch das Publikum von Bellinis Musik zu Tränen gerührt gewesen sein.
Für die nächste Oper Norma bearbeitete Romani eine Tragödie von Alexandre Soumet, die bereits Giovanni Pacini als Grundlage für seine Oper La Sacerdotessa d'Irminsul gedient hatte. Für das Fiasko bei der Premiere von Norma am 26. Dezember 1831 in der Scala wird vor allem die Clique der Anhänger Pacinis verantwortlich gemacht, die Bellinis Oper gegen Bezahlung ausgepfiffen haben sollen, was damals üblich war. Ab der zweiten Aufführung begann sich Norma jedoch durchzusetzen und wurde bald als Meisterwerk gefeiert.
1832 reiste Bellini über Neapel in seine Heimat Sizilien, wo man ihm einen triumphalen Empfang bereitete. Danach folgte er einer Einladung nach London, um dort mehrere seiner Werke einzustudieren. Seine nächste Zusammenarbeit mit Felice Romani sollte die letzte sein. Nachdem Beatrice di Tenda am 16. März 1833 im Teatro La Fenice in Venedig durchgefallen war, gab Bellini dem Textbuch Romanis die Schuld; dieser wiederum warf dem Komponisten vor, über seinen Liebesaffären die Kunst zu vernachlässigen. Diese Streitigkeiten zwischen den beiden Künstlern und ihren Anhängern wurden wochenlang öffentlich in der Presse ausgetragen und führten zum Bruch zwischen Dichter und Komponist.
Tatsächlich stand Bellinis Liebesleben unter dem Zeichen von drei Frauen, der „tre Giuditte“: der vornehmen Mailänderin Giuditta Cantù, die mit dem Seidenfabrikanten und Komponisten Fernando Turina verheiratet war; der Sängerin Giuditta Pasta, der ersten Amina, Norma, Beatrice; und Giuditta Grisi, für die er die Partien des Romeo und der Adalgisa schrieb.
Seine letzte Oper komponierte Bellini für das Théâtre-Italien in Paris, wo I Puritani am 24. Januar 1835 uraufgeführt wurden. Dieser Triumph des ersten französischen Auftrags wurde bejubelt, gekrönt von einem Orden der Ehrenlegion und einer Audienz bei Königin Maria Amalia. Als sich kurz darauf sein langjähriges Leber- und Darmleiden verschlimmerte, zog Bellini sich in sein Landhaus in Puteaux zurück. Sein Tod am 23. September 1835 kam für alle Außenstehenden überraschend und führte zu Spekulationen über eine mögliche Vergiftung. Bellini wurde mit einer Zeremonie von den Ausmaßen eines Staatsbegräbnisses geehrt. Bei der Trauerfeier am 2. Oktober 1835 im Invalidendom wirkten neben Solisten des Théâtre-Italien 350 Chorsänger mit; die Beisetzung erfolgte auf dem Friedhof Père-Lachaise. 1876 wurde Bellinis einbalsamierter Leichnam nach Catania überführt. Puteaux gehört heute zu La Défense, dem Wolkenkratzerviertel im Westen von Paris, und ein Teil von Puteaux heißt heute „Quartier Bellini“.

## Bedeutung

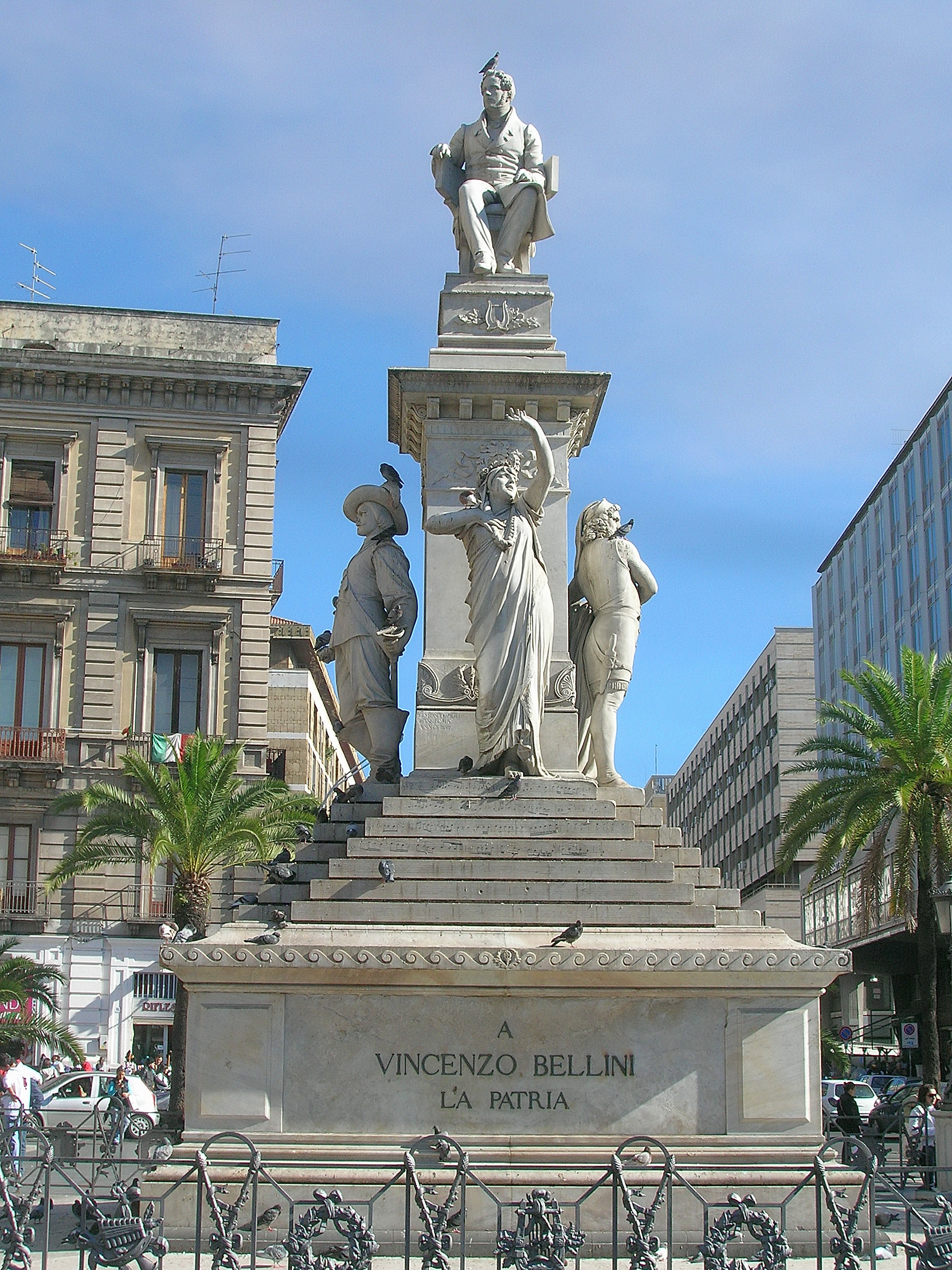
Bellini-Denkmal in Catania

Vincenzo Bellini gilt als Schöpfer der romantischen italienischen Oper, des „Melodramma tragico“. Sein Hauptlibrettist Felice Romani hat an dieser Schöpfung bedeutenden Anteil. In Norma, die als Bellinis und Romanis Hauptwerk angesehen wird, gelang beiden eine neuartige Verbindung von Elementen der damals aufkommenden Schauerromantik mit der Dramaturgie der klassischen Tragödie. Noch Richard Wagner hat Norma als Musterbeispiel einer musikalischen Tragödie gerühmt. Romanis hochkultivierte, technisch an Vorbildern des 18. Jahrhunderts wie Pietro Metastasio geschulte Sprache findet zugleich einen neuen Tonfall für die leidenschaftlich gesteigerten Empfindungen, von denen die Figuren des Dramas beherrscht werden.
Um Romanis Texten gerecht zu werden, schuf Bellini eine ebenso neuartige musikalische Sprache, die vor allem von der Abkehr vom damals zunächst noch dominierenden Stil Gioachino Rossinis gekennzeichnet ist. An Stelle der reich verzierten Gesangslinien Rossinis bediente Bellini sich einer überwiegend syllabischen Melodik mit engem Bezug zum Text. Dieses Prinzip „eine Note je Silbe“ dürfte selten so konsequent verwirklicht worden sein wie in dem Duett Quest’ultimo addio aus La Straniera. Von dieser radikalen Position ist Bellini in seinen folgenden Werken wieder etwas abgerückt. La Sonnambula, neben Norma seine meistgespielte Oper, prägt vor allem die Wiederbelebung der geschmeidigen, volkstümlich beeinflussten Melodik, wie sie für die neapolitanische Schule des späten 18. Jahrhunderts typisch war, bereichert um eine neue romantische Empfindsamkeit. Dieser „canto popolaresco“ wurde dann auch von Gaetano Donizetti und Giuseppe Verdi aufgenommen, auf die Bellini insgesamt großen Einfluss ausgeübt hat. Daneben entwickelte Bellini noch einen ganz eigenen Typus lang ausgesponnener lyrischer Kantilenen, die gänzlich ohne Wiederholungen einzelner Passagen auskommen und eine zuvor nicht gekannte Intensität im Ausdruck elegischer Stimmungen erreichen. Paradebeispiele für diese „melodie lunghe lunghe lunghe“, wie Verdi sie nannte, sind der erste Teil der Aria finale „Ah non credea mirarti“ aus La Sonnambula und „Casta Diva“, das berühmte Gebet an die Mondgöttin aus Norma.
Die luxuriöse Orchesterbehandlung Rossinis hat Bellini bewusst reduziert und sich gerade in seinen berühmtesten Stücken oft auf betont einfache Begleitfiguren beschränkt. Dies ist ihm früher häufig als Mangel an kompositorischem Können ausgelegt worden, entspricht aber seiner Ästhetik von der Dominanz des Gesanges. Gegenüber Conte Carlo Pepoli, dem Textdichter von I Puritani, äußerte er (in einem undatierten Brief wahrscheinlich vom Frühjahr 1834): „Die Oper muss Tränen entlocken, die Menschen schaudern machen und durch Gesang sterben lassen.“ Oft hat man Bellini deswegen als eine einseitig melancholische Natur betrachtet, doch es gibt genügend Gegenbeweise wie den Kriegerchor „Guerra, guerra!“ im 2. Akt von Norma oder das feurige Bassduett „Suoni la tromba“ aus I Puritani, die sich während des Risorgimento großer Popularität erfreuten.

## Opern
- 1825 Adelson e Salvini, Opera semiseria (Libretto von Andrea Leone Tottola nach François-Thomas-Marie de Baculard d’Arnauds Épreuves du Sentiment 1772), Neapel
- 1826 Bianca e Fernando, Melodramma (Libretto von Domenico Gilardoni nach Carlo Rotis Bianca e Fernando alla tomba di Carlo IV, duca di Agrigento), Neapel
- 1827 Il pirata, Melodramma (Libretto von Felice Romani nach Charles Robert Maturins Bertram or the Castle of St. Aldobrand 1816), Mailand
- 1829 La straniera, Melodramma (Libretto von Felice Romani nach Victor d’Arlincourts L’Étrangère 1825), Mailand
- 1829 Zaira, Tragedia lirica (Libretto von Felice Romani nach Voltaires Zaïre 1732), Parma
- 1830 I Capuleti e i Montecchi, Tragedia lirica (Libretto von Felice Romani nach italienischen Quellen; nicht nach Shakespeares Romeo und Julia), Venedig
- 1830 Ernani (Fragment), (Libretto von Felice Romani nach Victor Hugos Drama Hernani 1830)
- 1831 La sonnambula, Opera semiseria (Libretto von Felice Romani nach Eugène Scribes Libretto zur Ballettpantomime La sonnambule ou l’arrivée d’un nouveau seigneur 1827 von Jean-Pierre Aumer), Mailand
- 1831 Norma, Tragedia lirica (Libretto von Felice Romani nach Alexandre Soumets Norma, ou L'infanticide 1831), Mailand
- 1833 Beatrice di Tenda, Tragedia lirica (Libretto von Felice Romani nach Carlo Tedaldi-Foress Beatrice Tenda 1825), Venedig
- 1835 I puritani, Melodramma serio (Libretto von Carlo Pepoli nach Têtes rondes et cavaliers 1833 von Jacques-François Ancelot und Xavier-Boniface Saintine), Paris

## Gedenken

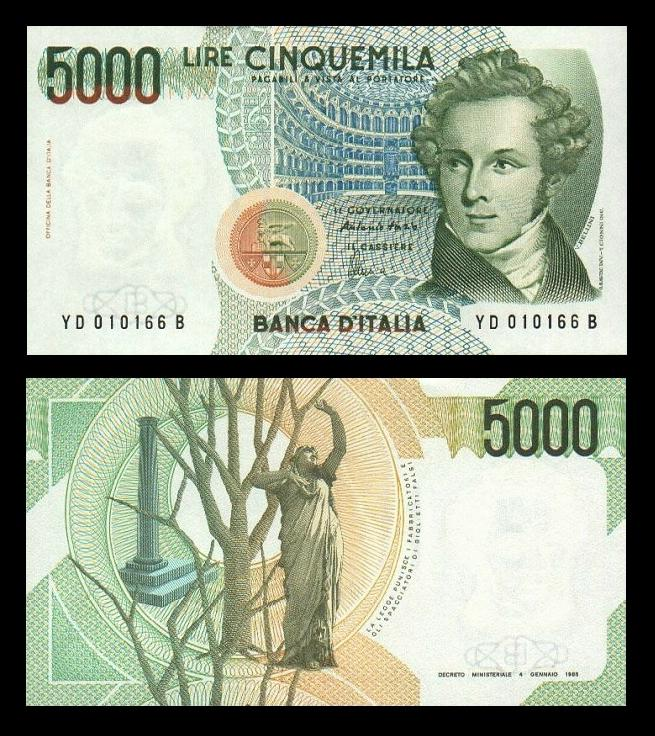
Vincenzo Bellini und eine Szene der Oper Norma auf der italienischen 5.000-Lire-Banknote

Vincenzo Bellini und eine Szene der Oper Norma wurden auf der letzten italienischen 5.000-Lire-Banknote abgebildet, die von der Banca d’Italia zwischen 1985 und 2001 ausgegeben wurde.